# Hyundai Rotem

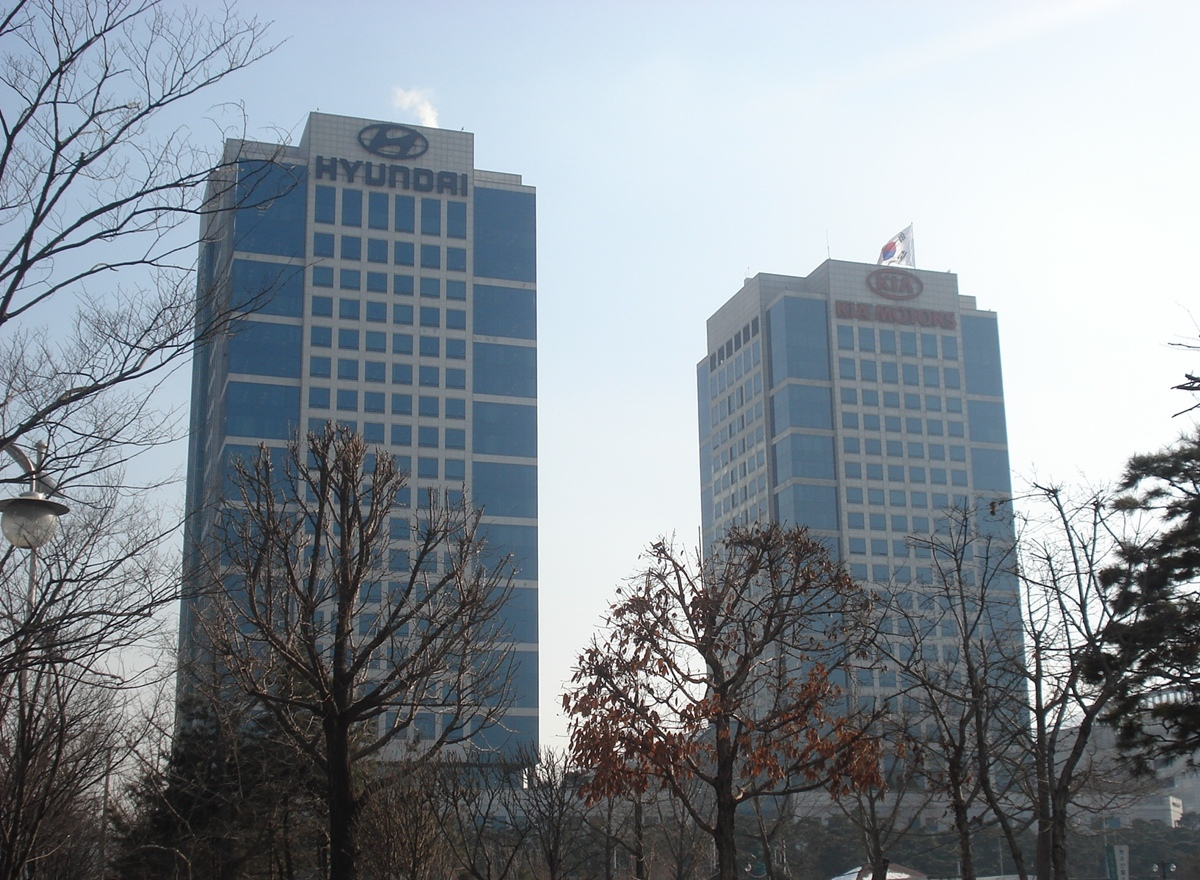
Штаб-квартира «Hyundai Motor Group», куди входить «Hyundai Rotem»

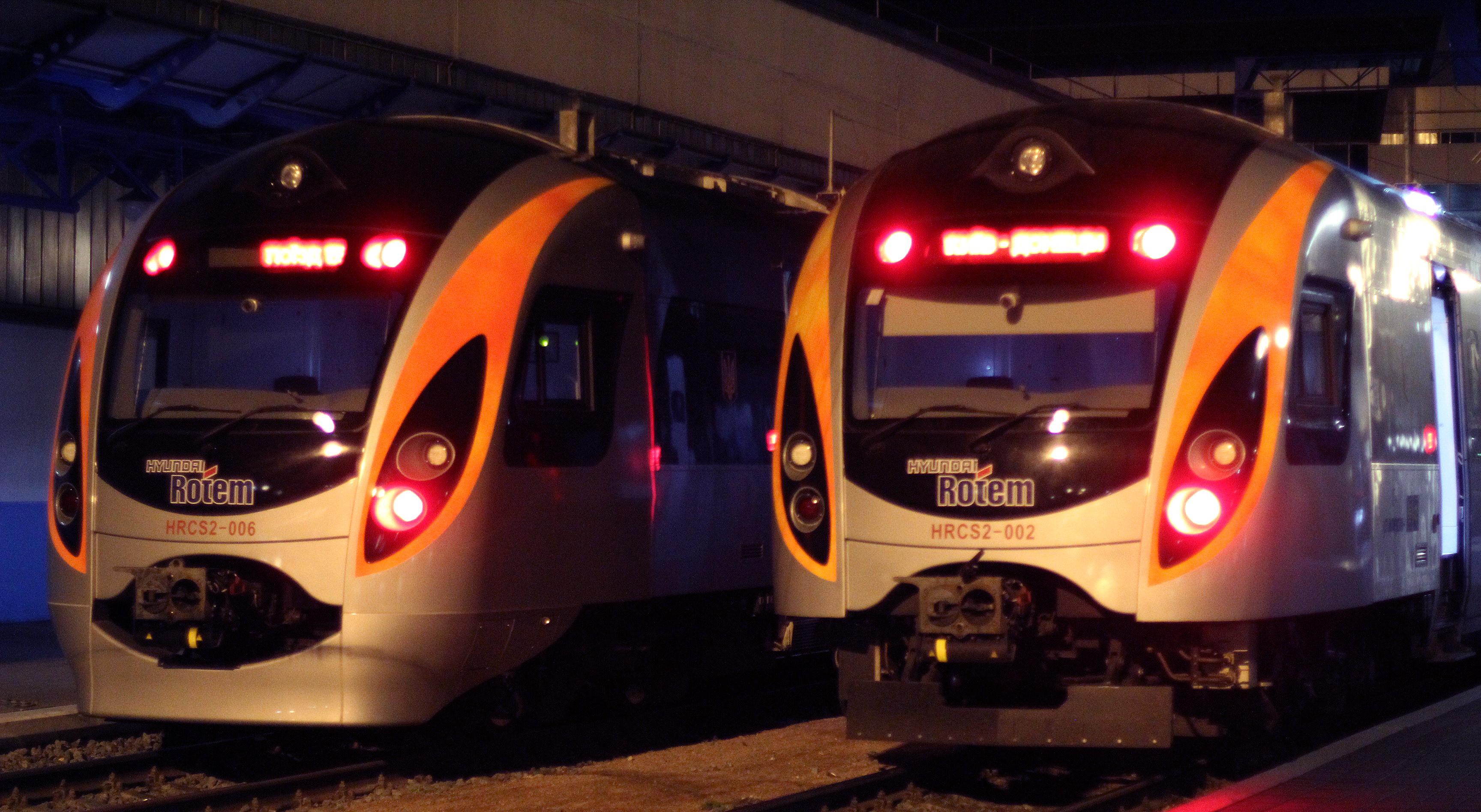
Hyundai Rotem HRCS2 «Український експрес»

Hyundai Rotem — південнокорейська компанія, що виробляє рухомі склади, військову техніку та заводське обладнання. Вона є частиною Hyundai Motor Group.

## Історія
Компанія була заснована в 1999 році під назвою Корейська вагонобудівна корпорація (англ. Korea Rolling Stock Corporation, KOROS) як результат об'єднання між трьома головними вагонобудівними підрозділами Hanjin Heavy Industries, Daewoo Heavy Industries]] та Hyundai Precision & Industries.
Згодом названа Rotem, а у грудні 2007 року змінена на Hyundai Rotem. У 2002 році назву було змінено на Rotem Company (Railroading Technology System), а з 2007 року компанія працює як Hyundai Rotem Company.